# Barmer
Barmer è una suddivisione dell'India, classificata come municipality, di 83.517 abitanti, capoluogo del distretto di Barmer, nello stato federato del Rajasthan. In base al numero di abitanti la città rientra nella classe II (da 50.000 a 99.999 persone).

## Geografia fisica
La città è situata a 25° 45' 0 N e 71° 22' 60 E e ha un'altitudine di 226 m s.l.m..

## Società

### Evoluzione demografica
Al censimento del 2001 la popolazione di Barmer assommava a 83.517 persone, delle quali 45.089 maschi e 38.428 femmine. I bambini di età inferiore o uguale ai sei anni assommavano a 12.898, dei quali 6.868 maschi e 6.030 femmine. Infine, coloro che erano in grado di saper almeno leggere e scrivere erano 55.525, dei quali 35.180 maschi e 20.345 femmine.